# KFJOB Veszprém – Promontor
A KFJOB VESZPRÉM – PROMONTOR mozdonysorozat az osztrák-magyar magánvasúttársaság, a Ferenc József Császár Keleti Vasút szerkocsis gőzmozdonysorozata volt. Miután a Déli Vasúttársaság, a DV (SB) átvette a KFJOB-ot 1861-ben, a mozdonyokat besorozta az SB alt 26 sorozatba, 1864 után az SB 32 sorozatba, 1867-től pedig az SB 23II-be.
A mozdonyokat a Bécsújhelyi Mozdonygyár szállította. Külsőkeretesek, Hall forgattyúsok és külsővezérművesek voltak. Ezek az első osztrák mozdonyok, amelyeken védőtetőt raktak a mozdonyszemélyzet számára. A nevük: VESZPRÉM, MORTONVÁSÁR, NYÉK, VARASDIN és PROMONTOR volt. A mozdonyok 1869-től Prágenhoffból Kanizsára lettek áttelepítve. 1894 és 1897 között selejtezték őket.

## Fordítás
- Ez a szócikk részben vagy egészben  a   KFJOB – Veszprém bis Promontor című német Wikipédia-szócikk fordításán alapul.  Az eredeti cikk szerkesztőit annak laptörténete sorolja fel. Ez a jelzés csupán a megfogalmazás eredetét és a szerzői jogokat jelzi, nem szolgál a cikkben szereplő információk forrásmegjelöléseként. - Az eredeti szócikk forrásai szintén ott találhatóak.